# Служителев, Андрей Викторович
Андре́й Ви́кторович Служи́телев (19 декабря 1968) — советский и российский футболист, полузащитник, российский тренер.

## Карьера

### Игрока
В командах мастеров дебютировал в 1985 году — провёл 3 игры во 2-й лиге за «Гастелло». Ещё 2 встречи отыграл в 1986 году, после чего выпал из футбола на 4 года.
В 1990 году провёл 26 матчей и забил 3 гола за стерлитамакский «Каучук». С 1991 по 1995 год играл в составе анапского «Спартака», сменившего в 1995 году название на «Гекрис», всего за это время сыграл 133 встречи забил 18 мячей в первенствах СССР и России.
В 1995 году выступал за мозырский МПКЦ, в составе которого стал победителем Первой лиги, а затем дебютировал в Высшей лиге Белоруссии, где провёл 9 матчей, забил 1 гол и стал вице-чемпионом в сезоне 1995 года. Всего за МПКЦ сыграл 18 встреч и забил 3 мяча в чемпионате и первенстве Белоруссии. Сезон 1996 года провёл в «Кубани», принял участие в 27 матчах и забил 1 гол за основной состав, и ещё сыграл 3 встречи и забил 1 мяч за «Кубань-2» в Третьей лиге.
В 1998 году провёл 13 матчей за смоленский «Кристалл», а также сыграл 10 встреч и забил 3 гола за клуб «Анапа». С 1999 по 2000 год защищал цвета красноярского «Металлурга», принял участие в 39 поединках и забил 3 мяча в первенстве, и ещё 1 матч провёл в Кубке России.
В сезоне 2002 года выступал за брянское «Динамо», в 21 встрече отметился 3 голами. В 2003 году играл за курский «Авангард», провёл 15 матчей. Сезон 2004 года начал в «Славянске», принял участие в 12 встречах, в которых забил 1 мяч, в первенстве и сыграл 1 матч в Кубке, после чего перешёл в «Кавказтрансгаз», где и доиграл сезон, проведя 12 встреч и забив 2 гола.
В 2006 году выступал в составе «Гагры», стал вместе с командой чемпионом Абхазии, и был признан по итогам сезона лучшим легионером турнира.

### Тренера
В 2004 году, будучи ещё действующим игроком, стал работать в «Славянске» ассистентом Виталия Коберского, после отставки которого ненадолго возглавил клуб. После снятия «Славянска» из-за финансовых проблем, получил приглашение от Коберского поработать играющим тренером в «Кавказтрансгазе».
Затем работал с любительскими взрослыми и детскими коллективами в турнирах города Сочи.

## Достижения
- Вице-чемпион Белоруссии: 1995
- Победитель Первой лиги Белоруссии: 1994/95